# 邪馬台国九州説

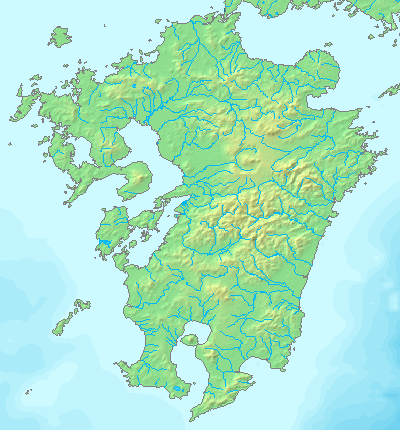
九州周辺の地形図

本項では、邪馬台国の所在地に関する学説のうち、九州地方邪馬台国九州説（やまたいこくきゅうしゅうせつ）を概説する。

## 概要
新井白石が「古史通或問」において大和国説を説いたのちに「外国之事調書」で筑後国山門郡説を説いた。以降、江戸時代から現在まで学界の主流は「畿内説」（内藤湖南ら）と「九州説」（白鳥庫吉ら）の二説に大きく分かれている。ただし、九州説には、邪馬台国が”移動した"とする説（「東遷説」）と"移動しなかった"とする説がある。「東遷説」では、邪馬台国が畿内に移動してヤマト王権になったとする。
その後の邪馬台国については、畿内勢力に征服されたという説と、逆に東遷して畿内を制圧したとの両説がある。

## 基本論拠
邪馬台国九州説では、福岡県の糸島市を中心とした北部九州広域説、福岡県の御井郡、福岡県の大宰府（太宰府市）、大分県の宇佐神宮、宮崎県の西都原古墳群、熊本県の球磨郡など諸説が乱立している。
邪馬台国九州説の基本論拠は以下のものが挙げられる。

### 根拠
- 帯方郡から女王國までの距離を直線距離ではなく行程だと考えれば12,000里のうち、福岡県内に比定される伊都国までで既に10,500里使っていることから、残り1,500里（佐賀県唐津市に比定される末盧國から伊都國まで500里の距離の3倍）では邪馬台国の位置は九州地方を出ないとされること[注釈 2]。
- 邪馬台国と対立した狗奴国を熊本（球磨）の勢力と比定すれば、狗奴国の官「狗古知卑狗」が「菊池彦」の音訳と考えられること[注釈 3]。
- 「魏志倭人伝」には邪馬台国は伊都国や奴国より南にあるとする記述が三箇所あり、また会稽東冶の東（緯度的にはほぼ沖縄県に一致する）にあるとしていること。また近傍に配置されるべき一大率が伊都国におかれたとしていること。

```
当時はメルカトル図法など存在しないので、位置関係を緯度で考えることはできないはず。
{{
疑問点|date=
2025
年
8月
}}。
```

- 「魏志倭人伝」の記述は北部九州の小国を紹介する一方で、畿内説が投馬国に比定する近畿以西の道程に存在したはずの有力な安芸国、吉備国や出雲国の仔細には全く触れられておらず、伊都国から近畿圏まで含む道程の記述が完全に欠けている。
- 「古事記」、「日本書紀」には、天皇による熊襲討伐など九州征伐が記載されており、景行天皇の頃までは北九州が大和朝廷の勢力圏外にあったと考えられる。また3世紀の時点で畿内から北九州までを連合国家として治めていたのなら、6世紀に国造が設置されたという近年の研究にも疑問が生じる。
- 「魏志倭人伝」中で邪馬台国の埋葬方法を記述した『有棺無槨』を甕棺と見なす見解に基づき、北九州地方に甕棺が多数出土していることや[注釈 4]、石棺無槨の墳丘墓が多数出現していること。また「無槨」の記述から、槨を持つ畿内の古墳は当てはまらない[注釈 5]。
- 福岡県糸島市の平原遺跡出土の大型内行花文鏡が伊勢神宮の神道五部書に伝わる八咫鏡と同型・同規模であり、天照大御神といった太陽神信仰との関係が考えられること。
- 福岡県久留米市には規模や副葬品、石棺無槨、主体部および周囲の集団墓（宝賀寿男は殉葬墓ではないかとする）などの状況が『魏志倭人伝』の卑弥呼の墓記載とよく一致する祇園山古墳があること[1]。

### 反論
九州説の弱点として上げられるのは次の点である。
- 魏から女王たちに贈られた品々や位が、西の大月氏国に匹敵する最恵国への待遇であり、小領主へ贈られたものとは考えにくいこと[注釈 6]。
- 大月氏国が10万戸の人口40万人、また考古学では当時の日本の人口が百数十万人とされている事などから、奴国2万余戸、投馬国5万余戸、邪馬台国7万余戸、更に狗奴国といった規模の集落が九州内に記述通りの順番に収まるとは考えにくいこと。ただし使節が倭国の戸数を全て調べたとは考えられず、倭人からの伝聞が含まれると考えられるため、記載された戸数が必ずしも正確とは断定できない。
- 中国地方や近畿地方に九州をはるかに上回る規模の古墳や集落が存在していること。ただし九州説では卑弥呼の時代を古墳開始期説として採用しないため、問題ない。
- 九州説は古墳築造の開始時期を4世紀以降とする旧説に拠っているが、現在は古墳築造の開始を3世紀とする説が多く支持されている。ただし上述のホケノ山古墳の事例などから、その開始期を見直そうとする議論も行われている。
- 漢書西域伝（西暦80年頃の成立）の｢大月氏国、(中略)長安を去ること万一千六百里｣の記述は綿密な測量に基づいているは考え難く、単純に｢非常に遠い｣というニュアンスを表現した可能性がある。同様に｢魏志倭人伝｣の｢郡から女王国まで万二千余里｣の記述は、｢非常に遠い｣ことを示す婉曲的な表現に過ぎない可能性がある。なお、長安から大月氏国までの距離は洛陽から日本列島までの距離より1.5倍程度遠いが、中国中央から見れば同様に隔絶した辺境地帯であり、魏志東夷伝においてのみ短里表記とする根拠が乏しい。
- そもそも魏または帯方郡の使者が邪馬台国の宮殿に実際に赴いたとする根拠が無い。卑弥呼は｢婢千人を侍らしていた｣とあるが、これは江戸城大奥の人員が特に多かった時期の人数に匹敵する。江戸時代より総人口、生産力、物資輸送力が遥かに劣る弥生時代末期において、この様な大規模な集団を恒常的に維持するのは困難であり、特に九州内の一地方政権の力量では不可能に近い。卑弥呼に関する記述は伝聞に依拠したものと考えるのが妥当であり、邪馬台国までの里程や政治情勢等についても、同様に伝聞に依拠したものに過ぎない可能性がある。

### 3世紀の紀年鏡をいかに考えるべきかという点
かつて薮田嘉一郎や森浩一は、古墳時代は4世紀から始まるとする当時の一般的な理解にしたがって、「三角縁神獣鏡は古墳ばかりから出土しており、邪馬台国の時代である弥生時代の墳墓からは1枚も出土しない。よって、三角縁神獣鏡は邪馬台国の時代のものではなく、後のヤマト王権が邪馬台国との関係を顕示するために偽作したものだ」とする見解を表明し、その後の九州論者はほとんどこの説に追随、またはこれに近い説を表明している。魏の年号である「青龍3年」、呉の年号である「赤烏元年」、「赤烏7年」などの紀年鏡も見つかっており、単に邪馬台国にちなんだ偽作というのでは説明がつかないなどの疑問があり、学界では受け入れるところとなっていない。 
三角縁神獣鏡を呉の鏡または呉の工人の作であり、呉の地が西晋に征服された280年以降のものとする説もある。しかし、様式論からは呉の作ではなく、少なくとも銘文にある徐州は呉の領域ではない。これらを280年以降の製造と考えると、なぜ紀年鏡に記される年号が三国時代の235年から244年に集中しているのか理解が難しい。また、九州説論者の見解では、いわゆる「卑弥呼の鏡」は後漢鏡であるとするが、弥生時代の北九州遺跡から集中して出土する後漢鏡は主として1世紀に編年され、卑弥呼の時代には届かない。2世紀のものは量も少ない上、畿内でも少数は出土している。ただし畿内と北九州を別勢力と見た場合、優位性だけで位置を断定できない。
かつて、九州説の根拠とされていたが、今は重要視されていないもの
- 近畿地方から東海地方にかけて広まっていた、銅鐸による祭祀を行っていた銅鐸文明を、『日本書紀』にも著される矛（剣）、鏡、勾玉の、いわゆる三種の神器を祭祀に用いる主として九州に存在する「銅矛文明」が滅ぼしたとされる説がある。しかし「銅矛文化圏」と考えられていた九州で銅鐸や銅鐸鋳型が出土することなどから、すでに「銅矛文化圏」自体が成立しないことが明らかとなっている[2]。

### 短里説
距離問題については「短里」の概念が提示されている。「短里」とは尺貫法の1里が約434メートルではなく75-90メートルほど（観念上は76-77メートル）とする説（周髀算経・一寸千里法）である。魏志倭人伝では狗邪韓国から対海国（対馬）までが千里、対海国から一大国（壱岐）までが千里とあるが、実距離もそれぞれ約70キロメートルであり、短里が採用されていたことを裏付けている。この短里という概念で計測すると、実際に、帯方郡から狗邪韓国までの距離が魏志倭人伝の記載通り、七千餘里となる。九州説を唱える多くの者は、この短里説を基本論拠としている。またこの短里を採用した場合、径百歩の卑弥呼の冢は直径約30メートル程になり、卑弥呼の冢を箸墓古墳とする説への反論となっている。
　異論：短里と言うのは制定されいなかったが、一寸千里法で測量を行うと、必然的に１里が77m程になる。方法は簡単で、２箇所の圭表の影の長さを寸で測り、その差を求めればそのまま里数になる。当時に人は無意識に短里を使ったことになる。一寸千里法の欠点は南北は測れても、東西は全く測れない。そこで、三角関数を使って東西距離を算出していた。もう一つの欠点は、南北距離が近すぎると、誤差が大きく見える。一寸千里法から、１里(77m程) の測縄を作れず、歩測は不可能だったはず。帯方郡からの七千余里も東西距離は単なる計算値なので、実際の場所を特定できない、これに千里などを足して、萬二千餘里に近づけることは、意味の無い計算である。

## 主な比定地

### 筑紫平野
山門郡説
古くから支持されており、人口が多く「ヤマト」の地名に関係しそうな山門郡とする説。
朝倉説
福岡県朝倉市の平塚川添遺跡を邪馬台国とする説。安本美典などが主張する。
久留米説
御井郡域である久留米に邪馬台国があったとする説。久留米市にある祇園山古墳を卑弥呼の塚とする説もある。
八女説
『日本書紀』によると、景行天皇が在位18年目の秋に八女県を訪れた際に水沼県主猿大海から八女津媛という女神の話を聞いたといい、この八女津媛を卑弥呼とする説がある『豊後国風土記』には景行天皇が豊国の日田郡（福岡県八女市の隣接地域）を訪れたとき、比佐津媛という女神と話をしたという逸話があり、この姫が卑弥呼であるという説がある。

### 福岡県
福岡平野説
奴国があったと考えられる福岡平野に、これに隣接するように邪馬台国もあったとする説。具体的には様々な説に分かれる。伊都国や奴国から放射説行程とする説もある。

### 西九州
佐賀平野説
唐津から松浦川沿いや現国道323号沿いなどの経路で佐賀平野に抜ける説。当地には吉野ヶ里遺跡が所在する。

### 九州北東沿岸
宇佐説
経路などはともかく、八幡宮の総本宮である宇佐神宮周辺を邪馬台国と見る説。この地には神武東征時に神武天皇へ協力した宇佐氏（宇佐国造）が存在する。
京都郡説
現在の行橋市や刈田町のあたりとする説。

## 東遷説

### 国家東遷説
神武東征を史実とするかはともかく、記紀などの国内資料に基づく研究では、九州で成立した王朝（邪馬台国）が東遷して畿内に移動したという説がある。東遷説には、この東遷を神武東征や天孫降臨などの神話にむすびつける説と、特に記紀神話とは関係ないとする説の両パターンがある。東遷した時期や形態についても多くの説がある。
戦前では白鳥庫吉、和辻哲郎 らが論者として存在したが、戦後は、歴史学および歴史教育の場から日本神話を資料として扱うことは忌避された。しかしこの東遷説は戦後も主に東京大学を中心に支持され発展し続けた。
久米雅雄は「二王朝並立論」を提唱し、「自郡至女王国萬二千餘里」の「筑紫女王国（主都）」と「海路三十日」（「南至投馬国水行二十日」を経て「南至邪馬台国水行十日」してたどり着く）の「畿内邪馬台国（副都）」とを想定し両者は別の「相異なる二国」であり、筑紫にあった女王国が「倭国大乱」を通じて畿内に主都を遷した（東遷した）のであるとした。大和岩雄も、九州にあった女王国とは「畿内をも含む倭国全体の首都」であって、女王台与の代になってから畿内の邪馬台国へ東遷したが、それは倭国の勢力圏の内部での移動にすぎないとした（ただし神武東征や天孫降臨などの神話と関係づけることはしていない）。

### 少数東征説
記紀の神武東征を実際の歴史の神話化と見るのは上記説と一部被るが、北東アジア史を通して国家の危機でもない限り、国が丸ごと移動する例は他になく、氏族の動向や地理・科学的な面からも国家規模の東遷はありえず、神武天皇とそれに伴う少数者の東征と見る説。上記説の弱点である東征理由も、北東アジア史においてままある諸王が新天地を求めた結果としている。